# Jordi II Gurieli
Jordi II Gurieli va ser mtavari de Gúria del 1564 al 1583 i per segona vegada del 1587 al 1598. Va succeir el seu pare Rustam Gurieli el 1564. Enderrocat el 1583, el seu fill Vakhtang I Gurieli va ser proclamat mthavari, però va recuperar el tron el 1587 quan el fill va morir. Casat amb una filla de Levan I Dadiani, mthavari de Mingrèlia i divorciat; casat després amb Thamar, vídua de Jordi III Dadiani, mthavari de Mingrèlia, i exdona de Dathulia Dadiani, i filla del príncep Shirvashidze d'Abkhàzia. Una filla de Jordi, de nom Rodam (+1600), es va casar amb Kaikhushru II Jageli, Atabek de Samtskhé. Va morir el 1598 i el va succeir el seu fill Mamia II Gurieli.